# The Oak Ridge Boys
The Oak Ridge Boys is een Amerikaans zangkwartet.

## Bezetting
Oprichters
- Wally Fowler (tot 1956)
- Curly Kinsey (tot 1949)
- Johnny New (tot 1949)
- Lon Freeman (tot 1949)

Huidige bezetting
- William Lee Golden (sinds 1964–1986, 1996-heden)
- Duane Allen (sinds 1966)
- Joe Bonsall (sinds 1973, overleden 2024)
- Richard Sterban (sinds 1972)

## Geschiedenis
De latere Oak Ridge Boys werden begin jaren 1940 opgericht door Wally Fowler als Harmony Quartet. Voorgangers waren de Georgia Clodhoppers, die sinds midden jaren 1930 musiceerden onder Fowlers leiding. Aangezien de groep regelmatig optrad in de atoomfabrieken van het Oak Ridge National Laboratory, namen ze in 1945 de naam Oak Ridge Quartet aan.
In 1949 kwam het tot een volledige reorganisatie. Bandleader Fowley ontsloeg alle leden en verving deze door Bob Weber en zijn Calvary Quartet. In 1956 ontbond Fowler het Oak Ridge Quartet en verkocht hij de naamrechten aan Smitti Gatlin. Deze nam nieuwe muzikanten in dienst en noemde de groep in 1961 The Oak Ridge Boys. In 1963 werd een contract getekend bij Warner Bros. Records.
Een aanvankelijk voorzichtige oriëntatie richting countrymuziek werd in 1964 door de binnenkomst van William Lee Golden en in 1966 door Duane Allen gerealiseerd, die Gatlin verving. De haren werden langer en de begeleidingsband werd met een drummer uitgebreid. De populariteit onder de aanhangers van de gospelmuziek deed daaraan geen afbreuk. In 1971 kregen ze zelfs een Grammy Award voor de song Talk About the Good Times. In 1972 verving Richard Sterban bassist Noel Fox en een jaar later werd Joe Bonsall in dienst genomen voor Willie Wynn. Daarmee werd de bezetting gecompleteerd, die over meer dan tien jaar talrijke tophits zou voortbrengen.
De overgang naar de countrymuziek werd vooral voortgestuwd door Duane Allen. In het gospelcircuit was slechts weinig bijval en er begon een lang uitputtend parcours. Een eerste klein succes kwam in 1973, toen ze door Johnny Cash werden ingehuurd voor een single-opname. Iets later werden ze gecontracteerd door Columbia Records. De verkoopcijfers van hun platen gingen dusdanig terug, dat de groep kort voor het opgeven stond. Er kwamen echter verdere gospel-Grammy's, onder andere voor de single The Baptism Of Jesse Taylor.
Het uiteindelijke keerpunt naar de countrymuziek vond plaats in 1977 na een wissel naar ABC Records/MCA Records. Al hun eerste single Y'All Come Back Saloon haalde de countryhitlijst (#3). Met I'll Be True To You lukte in 1978 hun eerste nummer 1-hit. In hetzelfde jaar werden The Oak Ridge Boys onderscheiden door zowel de Country Music Association alsook door de Academy of Country Music als zanggroep van het jaar.
Tijdens de daaropvolgende jaren was er een lange reeks van top 10-klasseringen en nummer 1-hits. Bovendien kregen ze een veelheid verdere onderscheidingen. Hun grootste hit was Elvira (1981), die de countryhitlijst (#1) en de pophitlijst (#5) haalde. Aangezien zich hun platen in veel gevallen ook verkochten in het popkamp, waren de verkoopcijfers overeenkomstig hoog. Pas midden jaren 1980 verminderden de verkoopcijfers en hitklasseringen.
In 1986 werd het oudste groepslid William Lee Golden door zijn collega's uit de groep gezet. De sinds enige tijd onverzorgd overkomende en te zware Golden, die met zijn veel te lange baard de optiek bepaald had, was niet alleen vanwege zijn eigenzinnig gedrag tot een belasting geworden. Zijn vervanger werd Steve Sanders. Een poos konden de oude successen weer worden geëvenaard. Tot begin jaren 1990 werden verdere tophits geboekt.
In 1990 wisselden ze naar RCA Records. In 1996 beëindigde Sanders zijn medewerking. Hij werd vervangen door William Lee Golden. De groep had verder talrijke optredens, maar hitsuccessen bleven uit. Een nieuwe generatie had de inmiddels overjarige Oak Ridge Boys verdrongen.
Op het in 2009 verschenen album The Boys Are Back is onder andere een coverversie te horen van de song Seven Nation Army van de Amerikaanse rockband The White Stripes
Op 6 december 2018 traden ze op bij de staatsbegrafenis van George H.W. Bush.
In juli 2024 overleed Joe Bonsall. Hij werd 76 jaar oud.

## Discografie

### Albums
- 1962: The Oak Ridge Boys (With Sounds of Nashville) (Warner)
- 1963: Folk Minded Spirituals (For Spiritual Minded Folk) (Warner)
- 1964: The Oak Ridge Boys Sing for You (Skylite)
- 1965: I Wouldn't Take Nothing for My Journey Now (Skylite)
- 1966: The Solid Gospel Sound of the Oak Ridge Quartet (Skylite)
- 1966: The Oak Ridge Boys at Their Best (United Artists)
- 1971: International (Heart)
- 1971: Performance: The Oak Ridge Boys 'Live' (Heart)
- 1972: The Light (Heart)
- 1973: Street Gospel (Heart)
- 1974: The Oak Ridge Boys (Columbia Records)
- 1974: Super Gospel (Heart)
- 1975: Sky High (Columbia Records)
- 1977: Y'all Come Back Saloon (MCA Records)
- 1978: Best Of the Oak Ridge Boys (Columbia Records)
- 1979: The Oak Ridge Boys Have Arrived (ABC Records)
- 1979: Country Gospel (Heartwarming Records)
- 1980: The Oak Ridge Boys Greatest Hits (MCA Records)
- 1980: Take Me Back (MCA Records)
- 1981: Fancy Free (MCA Records)
- 1982: Bobbie Sue (MCA Records)
- 1982: Christmas (MCA Records)
- 1982: Greatest Country Hits (MCA Records)
- 1983: American Made (MCA Records)
- 1983: Deliver (MCA Records)
- 1984: The Oak Ridge Boys Greatest Hits 2 (MCA Records)
- 1984: Bill Monroe & Friends (MCA Records)
- 1985: Step On Out (MCA Records)
- 1986: Seasons (MCA Records)
- 1986: Christmas Again (MCA Records)
- 1987: Heartbeat (MCA Records)
- 1987: Where the Fast Lane Ends (MCA Records)
- 1988: Monongahela (MCA Records)
- 1989: Greatest Hits Volume Three (MCA Records)
- 1989: American Dreams (MCA Records)
- 1991: Unstoppable (RCA Records)
- 1992: Long Haul (RCA Records)
- 1995: Country Christmas Eve (Capitol Records)
- 1999: Voices (Platinum)
- 2001: From the Heart
- 2003: Colors
- 2004: The Journey
- 2005: Common Thread
- 2006: Front Row Seats
- 2009: A Gospel Journey
- 2009: The Boys are Back (Spring Hill)
- 2016: Celebrate Christmas (Gaither Music Group)